# 中元すず香
中元 すず香（なかもと すずか、Suzuka Nakamoto、1997年12月20日 - ）は、日本の女性ボーカリスト、ダンサー、アイドル。所属事務所はアミューズ。2010年より、メタルダンスユニット「BABYMETAL」のボーカル&ダンスをSU-METAL名義で担当。「さくら学院」「可憐Girl's」の元メンバー。広島県広島市出身。姉は元乃木坂46で心理カウンセラーの中元日芽香。

## 略歴

### キッズモデル・ASH・可憐Girl's・ミュージカル
3歳の時にモデル活動を開始。4歳の時にバンダイの子供向け化粧品「Jeweldrop（ジュエルドロップ）」のイメージガールとしてグランプリを受賞。
2006年3月、小学2年8歳のとき、第4回アルパークスカラシップオーディションでグランプリを獲得し、アクターズスクール広島（ASH）に入学。スクールの先輩・Perfumeと同様、発表会やひろしまフラワーフェスティバルなどのステージに立つ。中元は2012年3月末に東京へ引越しするまで広島が拠点で、その後の「可憐Girl's」、ミュージカル「冒険者たち」、さくら学院の中等部2年までを通いで活動しており、ASHでの活動も平行して継続していた。
2007年、アミューズ第2回スターキッズオーディションで準グランプリ受賞、アミューズのキッズ部門に所属した。
2008年6月、アニメ『絶対可憐チルドレン』（テレビ東京系）のオープニングテーマ「Over The Future」のために結成されたユニット「可憐Girl's」のメンバーにSUZUKA名義で参加し、アニメ番組の中でSUZUKA役として声優に初挑戦した。2009年3月31日、アニメ番組の終了に伴い「可憐Girl's」も活動を終了。
2009年3月には、可憐Girl'sの最終ライブと平行してミュージカル「冒険者たち」に出演した。「冒険者たち」は3月5日から3月15日の間に一部昼夜2部公演で計17公演、中元は堀映莉音とWキャストで劇中唯一の女子である潮路役を演じ、9公演に出演した。「可憐Girl's」のラストライブが3月14日、その翌日15日が「冒険者たち」の千秋楽であった。「冒険者たち」の続編が2010年6月10日から6月20日にかけて東京と名古屋で再演され、この時は中元のソロキャストで9公演を演じたが、これも活動を開始したばかりのさくら学院の活動と被っていた。
同年、女子小中学生向けファッション雑誌『DiaDaisy』の専属モデルになる。

### さくら学院〜BABYMETAL

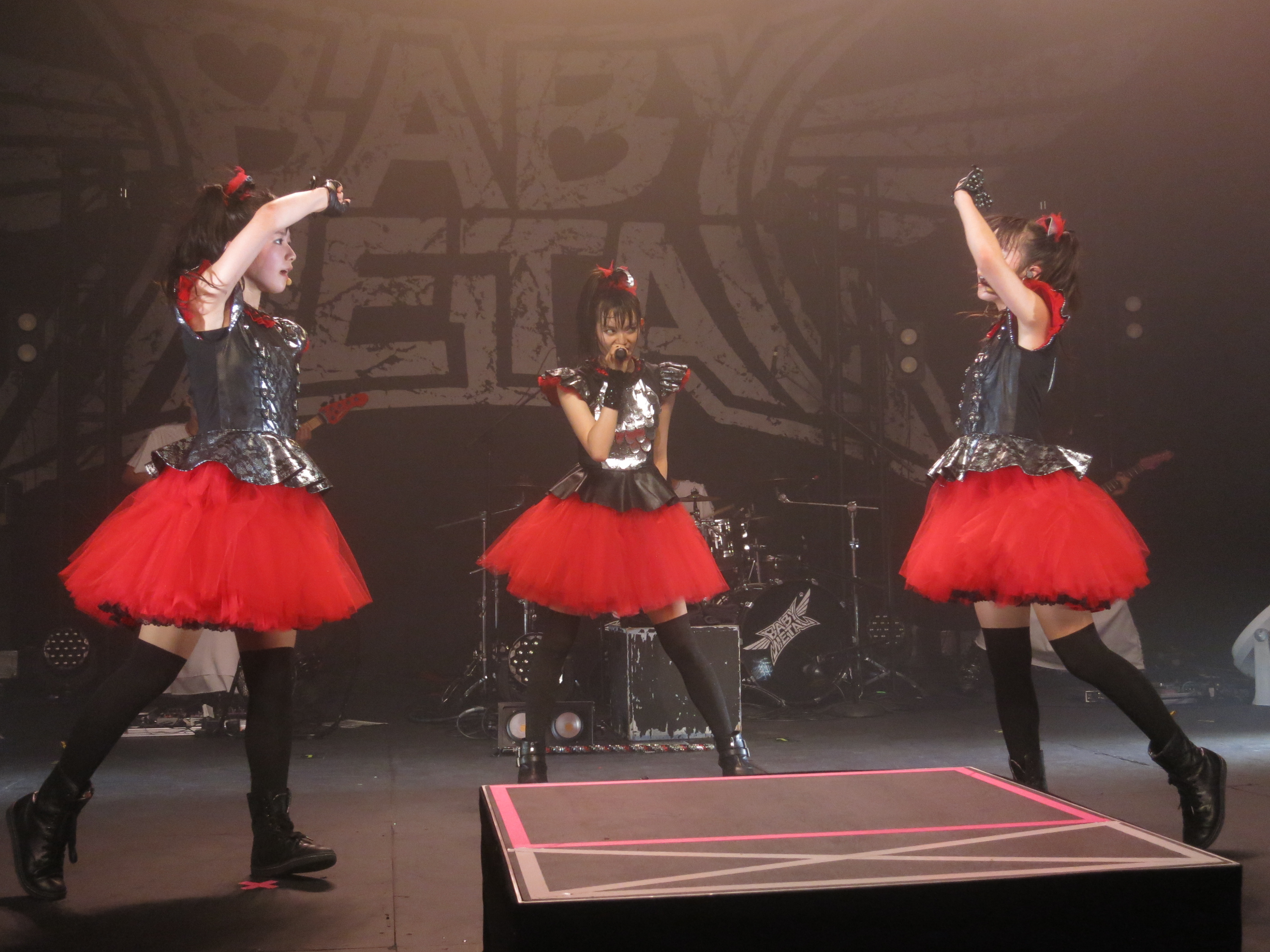
BABYMETAL - 2014年のグループショット

2010年4月、中学1年のとき広島在住のまま、成長期限定ユニット「さくら学院」のオリジナルメンバーとして活動を開始。並行してASHのイベントや発表会にも出演。同年10月28日、さくら学院のクラブ「重音部」で活動するメタルダンスユニットBABYMETALが結成され、SU-METAL名義で参加。
2012年3月、姉日芽香が乃木坂46のメンバーとなったため、母と姉日芽香と共に東京に引っ越し。同月、西城秀樹・山本浩二らと共に、広島県観光PR実行委員会である「広島県おしい! 委員会」のメンバーに就任。同年春、さくら学院の最終学年となる中学3年生になり、2代目生徒会長（リーダー）に就任。
2013年3月31日、東京国際フォーラムホールCで行われた「The Road to Graduation Final 〜さくら学院 2012年度 卒業〜」をもって、さくら学院を卒業。自身の卒業ソングとして発売されたさくら学院のシングル「My Graduation Toss」でライブを締めくくった。また、BABYMETALがさくら学院から切り離されて独立したプロジェクトになったことで、卒業後もBABYMETALの活動を継続する事になった。同年11月、「Japan Pop Culture Carnival in Matsudo 2013」にJAM Projectとのコラボレーション・ユニット「JAM METAL Project with SU-METAL」として出演した。

### 活動のタイムライン
中元すず香の小3時の芸能スクール入学からさくら学院を経て高1でBABYMETALとして武道館ライブを行うまでは、複数の芸能活動が同時進行していた。その間の主な芸能活動を表す。各活動には、それぞれ準備期間があるが、以下では公演または公の活動期間のみを示す。
各活動の準備期間は、演劇（ミュージカル）であれば、オーディションでの演者決定後、顔合わせ、読み稽古（セリフ、歌）、立ち稽古（演技）、通し稽古、集中稽古等の稽古を経て、小屋入り（公演する劇場へ）し、仕込み（劇場の準備）、場当たり（衣装、メイク、音響・照明）、ゲネプロ（本番舞台セットでの予行）などの行程が本番の公演前にあるが、「冒険者たち」の場合は約1か月前に稽古が始まっていた。さくら学院の場合は2009年度がオーディション兼準備期間であったが、中元の活動はASHが主であった。BABYMETALも一部の楽曲はさくら学院の活動開始前より歌い込みなどが始まっていた。

## 人物

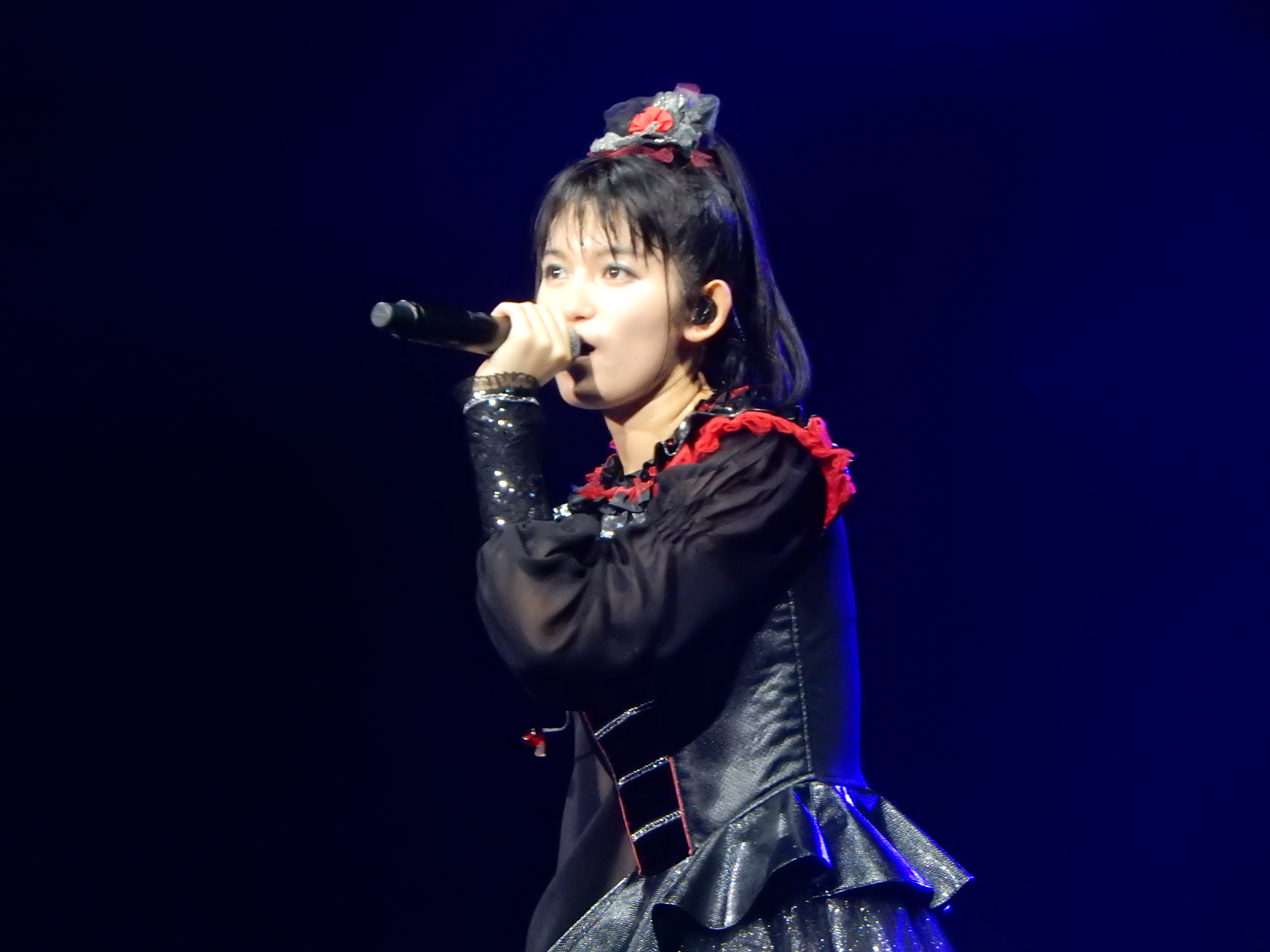
BABYMETAL - 歌唱中の中元すず香 (2016年12月)

ASH時代から歌唱力は評価が高く、発表会では度々単独歌唱の機会を勝ち取っていた。BABYMETALデビュー当初より声は強くなっている。自身も「私から歌を取ると何も残らない。そう言い切れる。小さい頃にいろいろな習い事をやらされたけど、どれも全然長続きせず、唯一続いたのが歌で、だから歌に感動するし感謝しています。そういう意味で自分って『歌』だったんだなと改めて思う」などと述べている。歌で人を勇気づけたり、心を癒したり、そんな歌を歌える人になるのが目標。
愛称は、すぅ、すぅさん、すぅちゃん。海外では「queen（女王）」や「goddess（女神）」の愛称がついている。
三姉妹の末っ子。一番上の姉に親が"〇〇カ"と付けたため、日芽香もすず香も名前の最後に"カ"が付いた。姉の服をよく着る。父親は若い頃、バンド活動をやっていてスカウトされ、東京でプロミュージシャンになり「フーリガンズ」というロックバンドのメンバーだったという。映画にも出演し10年続けたが、家の事情で広島に戻り建築の仕事を始めたという。
小学5年のとき、振付の先生であるMIKIKOに、ステージは最高のパフォーマンスをお客様に見せるところだから、ステージでは泣かないと約束した。
好きなアーティストは、ASHの先輩・Perfumeの他、YUKIを挙げている。好きな食べ物は、チーズケーキ、広島のお好み焼き、花ソーセージ、かき氷。
好きなキャラクターは、スージー・ズー。文房具が好き。読書家、赤川次郎と東野圭吾のファン。マンガはほとんど読まない。犬が苦手。
BABYMETAL結成以前はメタルを愛聴していなかったが、活動を続けていくなかですごく面白いとメタルの魅力にはまった。その後は無理矢理メタルという形にはめなくてもBABYMETALらしいメタルをすればいいと気づき、BABYMETALというものを広めていこう、私たちしかできないこと、私たちが道を切り拓くという意識に変わってきた、それが"METAL RESISTANCE"だと思うと話している。BABYMETALの楽曲の歌詞の中では「イジメ、ダメ、ゼッタイ」の歌詞が一番好きと答えた。BABYMETALでは、自身の誕生日である12月20日前後に「SU-METAL聖誕祭」と銘打ったライブが行われたことがある。
橋本環奈出世の契機となった「奇跡の一枚」を撮影したブロガーがカメラ小僧になったきっかけは、ASHのスクール見学での中元との出会いであったとしている。
モーニング娘。の元メンバー鞘師里保は同じアクターズスクール広島出身で鞘師の後輩に当たる。（鞘師は12期、中元は15期。年齢は鞘師よりも１つ上）

## 出演

### ミュージカル
- 冒険者たち（2009年3月5日 - 15日、東京・シアターサンモール） - Wキャスト・潮路 役[74]。
- 冒険者たち 再演（2010年6月10日 - 13日、東京・サンシャイン劇場 / 6月19日・20日、名古屋・テレピアホール）- 潮路 役[75]。

### イベント
- アクターズスクール広島の各イベント
- VEGEROCK presents Sweets Night Valentine Special（2010年2月3日、shibuya O-EAST）[76]
- 南波一海のアイドル三十六房特別編〜中元すず香卒業スペシャル〜（2013年3月20日、タワーレコード渋谷店）[77]

## 受賞とノミネート
| 年   | ノミネート対象 | 賞                                                          | 結果         |
| ---- | -------------- | ----------------------------------------------------------- | ------------ |
| 2007 | 中元すず香     | アミューズ第2回スターキッズオーディション                   | 準グランプリ |
| 2016 | SU-METAL       | Kerrang! - 50 greatest rockstars in the world               | 13位         |
| 2017 | SU-METAL       | 6th Annual Loudwire Music Awards - Rock Goddess of the Year | 受賞         |

## 書籍

### 写真集
- 『さくら学院 中元すず香 2013年3月 卒業』（近代映画社、2013年4月15日発行）[4]

### 雑誌連載
- DiaDaisy（2009年10月 - 、小学館）[27]

### ムック
- グラビアザテレビジョン vol.26（2013年3月16日、KADOKAWA）[80]